# Oraesia serpens
Oraesia serpens är en fjärilsart som beskrevs av William Schaus 1898. Oraesia serpens ingår i släktet Oraesia och familjen nattflyn. Inga underarter finns listade i Catalogue of Life.